# Смит, Нолан
Нолан Дерек Смит (англ. Nolan Derek Smith; род. 25 июля 1988, Луисвилл, Кентукки) — американский баскетболист, тренер. Был выбран на драфте НБА 2011 года под 21-м номером клубом «Портленд Трэйл Блэйзерс». В 2010 году, выступая за студенческую команду «Дьюк Блю Девилз», стал чемпионом NCAA.

## Биография

### «Портленд Трэйл Блэйзерс» (2011—2013)
Смит был выбран на драфте НБА 2011 года под 21-м номером клубом «Портленд Трэйл Блэйзерс». 9 декабря он подписал контракт новичка с «Портлендом».
В июле 2012 года Смит присоединился к «Трэйл Блэйзерс» для участия в Летней лиге НБА. Однако смог сыграть на турнире только 2 игры, так как 17 июля он получил удар локтем в голову от защитника «Хьюстон Рокетс» Зорана Драгича. Сначала он попытался подняться, но затем рухнул на пол, после чего медицинский штаб команды обследовал его 20 минут и он был вынесен с площадки на носилках, а игра была отменена за 27 секунд до окончания. В тот же день он прошёл медицинские тесты и был выписан из больницы Лас-Вегаса.
Второй сезон в «Портленде» по статистике Смит провёл хуже первого. Походу сезона был отправлен играть в Д-Лигу в клуб «Айдахо Стэмпид», в составе которого провёл 2 игры.

### «Цедевита» (2013—2014)
В июле 2013 года Смит сыграл одну игру за «Бостон Селтикс» в Летней лиге 2013 года, в которой набрал всего 4 очка.
18 августа 2013 года подписал однолетний контракт с хорватским клубом «Цедевита». В составе клуба он выиграл чемпионат Хорватии, кубок Хорватии, принял участие в матче всех звёзд чемпионата Хорватии, а также реализовал решающий бросок в полуфинале Лиги ABA сезона 2013/2014 за 0,6 секунды до конца 4-й четверти, этот бросок обеспечил «Цедевите» место в Евролиге на сезон 2014/2015.

### «Галатасарай» (2014)
В июле 2014 года Смит снова принимал участие в Летней лиге, где сыграл 5 матчей за клуб «Оклахома-Сити Тандер».
29 августа подписал однолетний контракт с турецким клубом «Галатасарай». 19 октября в матче против «Банвита» после того как Смит был заменён, он со злости бросил полотенце, после чего главный тренер «Галатасарая» Эргин Атаман выгнал его с площадки. Позже он извинился за этот эпизод, сказав, что, как профессионал, он не должен был так реагировать на эту ситуацию. 27 октября он покинул «Галатасарай».

### «Делавэр Эйти Севенерс» (2014—2015)
26 ноября 2014 года Смит подписал контракт с клубом Д-Лиги «Делавэр Эйти Севенерс». Однако уже 15 января 2015 года он был отчислен из «Делавэра».

### Карьера тренера
22 февраля 2016 года Смит вошёл в тренерский штаб своей бывшей студенческой команды «Дьюк Блю Девилз», он был назначен специальным помощником Майка Кшижевски.

## Статистика

### Статистика в НБА
| Сезон                                                                                    | Команда  | Регулярный сезон | Регулярный сезон | Регулярный сезон | Регулярный сезон | Регулярный сезон | Регулярный сезон | Регулярный сезон | Регулярный сезон | Регулярный сезон | Регулярный сезон | Регулярный сезон | Серия плей-офф | Серия плей-офф | Серия плей-офф | Серия плей-офф | Серия плей-офф | Серия плей-офф | Серия плей-офф | Серия плей-офф | Серия плей-офф | Серия плей-офф | Серия плей-офф |
| Сезон                                                                                    | Команда  | GP               | GS               | MPG              | FG%              | 3P%              | FT%              | RPG              | APG              | SPG              | BPG              | PPG              | GP             | GS             | MPG            | FG%            | 3P%            | FT%            | RPG            | APG            | SPG            | BPG            | PPG            |
| ---------------------------------------------------------------------------------------- | -------- | ---------------- | ---------------- | ---------------- | ---------------- | ---------------- | ---------------- | ---------------- | ---------------- | ---------------- | ---------------- | ---------------- | -------------- | -------------- | -------------- | -------------- | -------------- | -------------- | -------------- | -------------- | -------------- | -------------- | -------------- |
| 2011/12                                                                                  | Портленд | 44               | 4                | 12,3             | 37,2             | 28,9             | 71,4             | 1,3              | 1,4              | 0,4              | 0,1              | 3,8              | Не участвовал  | Не участвовал  | Не участвовал  | Не участвовал  | Не участвовал  | Не участвовал  | Не участвовал  | Не участвовал  | Не участвовал  | Не участвовал  | Не участвовал  |
| 2012/13                                                                                  | Портленд | 40               | 0                | 7,2              | 36,8             | 21,4             | 71,4             | 0,7              | 0,9              | 0,2              | 0,0              | 2,8              | Не участвовал  | Не участвовал  | Не участвовал  | Не участвовал  | Не участвовал  | Не участвовал  | Не участвовал  | Не участвовал  | Не участвовал  | Не участвовал  | Не участвовал  |
|                                                                                          | Всего    | 84               | 4                | 9,9              | 37,1             | 26,0             | 71,4             | 1,0              | 1,2              | 0,3              | 0,0              | 3,3              | Не участвовал  | Не участвовал  | Не участвовал  | Не участвовал  | Не участвовал  | Не участвовал  | Не участвовал  | Не участвовал  | Не участвовал  | Не участвовал  | Не участвовал  |
| Наведите курсор мыши на аббревиатуры в заголовке таблицы, чтобы прочесть их расшифровку. |          |                  |                  |                  |                  |                  |                  |                  |                  |                  |                  |                  |                |                |                |                |                |                |                |                |                |                |                |

### Статистика в Д-Лиге
| Сезон                                                                                    | Команда | Регулярный сезон | Регулярный сезон | Регулярный сезон | Регулярный сезон | Регулярный сезон | Регулярный сезон | Регулярный сезон | Регулярный сезон | Регулярный сезон | Регулярный сезон | Регулярный сезон | Серия плей-офф | Серия плей-офф | Серия плей-офф | Серия плей-офф | Серия плей-офф | Серия плей-офф | Серия плей-офф | Серия плей-офф | Серия плей-офф | Серия плей-офф | Серия плей-офф |
| Сезон                                                                                    | Команда | GP               | GS               | MPG              | FG%              | 3P%              | FT%              | RPG              | APG              | SPG              | BPG              | PPG              | GP             | GS             | MPG            | FG%            | 3P%            | FT%            | RPG            | APG            | SPG            | BPG            | PPG            |
| ---------------------------------------------------------------------------------------- | ------- | ---------------- | ---------------- | ---------------- | ---------------- | ---------------- | ---------------- | ---------------- | ---------------- | ---------------- | ---------------- | ---------------- | -------------- | -------------- | -------------- | -------------- | -------------- | -------------- | -------------- | -------------- | -------------- | -------------- | -------------- |
| 2012/13                                                                                  | Айдахо  | 2                | 2                | 37,8             | 40,9             | 28,6             | 77,8             | 5,5              | 5,5              | 1,0              | 0,0              | 22,5             | Не участвовал  | Не участвовал  | Не участвовал  | Не участвовал  | Не участвовал  | Не участвовал  | Не участвовал  | Не участвовал  | Не участвовал  | Не участвовал  | Не участвовал  |
| 2014/15                                                                                  | Делавэр | 9                | 6                | 25,8             | 45,7             | 27,8             | 71,4             | 3,1              | 3,3              | 1,1              | 0,0              | 11,0             | Не участвовал  | Не участвовал  | Не участвовал  | Не участвовал  | Не участвовал  | Не участвовал  | Не участвовал  | Не участвовал  | Не участвовал  | Не участвовал  | Не участвовал  |
|                                                                                          | Всего   | 11               | 8                | 28,0             | 44,1             | 28,0             | 73,9             | 3,5              | 3,7              | 1,1              | 0,0              | 13,1             | Не участвовал  | Не участвовал  | Не участвовал  | Не участвовал  | Не участвовал  | Не участвовал  | Не участвовал  | Не участвовал  | Не участвовал  | Не участвовал  | Не участвовал  |
| Наведите курсор мыши на аббревиатуры в заголовке таблицы, чтобы прочесть их расшифровку. |         |                  |                  |                  |                  |                  |                  |                  |                  |                  |                  |                  |                |                |                |                |                |                |                |                |                |                |                |

### Статистика в колледже
| Сезон                                                                                   | Команда | GP  | GS | MPG  | FG%  | 3P%  | FT%  | RPG | APG | SPG | BPG | PPG  |  |
| --------------------------------------------------------------------------------------- | ------- | --- | -- | ---- | ---- | ---- | ---- | --- | --- | --- | --- | ---- |  |
| 2007/08                                                                                 | Дьюк    | 34  | 1  | 14,7 | 46,7 | 38,6 | 76,9 | 1,5 | 1,3 | 0,5 | 0,1 | 5,9  |  |
| 2008/09                                                                                 | Дьюк    | 34  | 22 | 21,6 | 42,6 | 34,6 | 84,9 | 2,2 | 1,7 | 0,9 | 0,1 | 8,4  |  |
| 2009/10                                                                                 | Дьюк    | 38  | 38 | 35,5 | 44,0 | 39,2 | 76,7 | 2,8 | 3,0 | 1,2 | 0,2 | 17,4 |  |
| 2010/11                                                                                 | Дьюк    | 37  | 37 | 34,0 | 45,8 | 35,0 | 81,3 | 4,5 | 5,1 | 1,2 | 0,1 | 20,6 |  |
|                                                                                         | Всего   | 143 | 98 | 26,9 | 44,7 | 36,8 | 80,0 | 2,8 | 2,8 | 1,0 | 0,1 | 13,4 |  |
| Наведите курсор мыши на аббревиатуры в заголовке таблицы, чтобы прочесть их расшифровку |         |     |    |      |      |      |      |     |     |     |     |      |  |

### Статистика в других лигах
| Сезон                                                                                   | Команда     | Лига               | GP | GS | MPG  | FG%  | 3P%  | FT%   | RPG | APG | SPG | BPG | PPG  |  |
| 2013/14                                                                                 | Все клубы   | Все лиги           | 61 | 59 | 27,0 | 46,1 | 31,3 | 74,9  | 2,9 | 3,7 | 0,9 | 0,0 | 13,9 |  |
| 2013/14                                                                                 | Цедевита    | Адриатическая Лига | 28 | 26 | 27,4 | 43,6 | 31,8 | 65,3  | 2,6 | 3,3 | 0,8 | 0,0 | 13,3 |  |
| 2013/14                                                                                 | Цедевита    | Чемпионат Хорватии | 18 | 18 | 23,8 | 50,3 | 35,5 | 83,3  | 3,2 | 3,8 | 0,9 | 0,1 | 13,0 |  |
| 2013/14                                                                                 | Цедевита    | Кубок Европы       | 15 | 15 | 30,1 | 46,7 | 28,3 | 81,1  | 3,3 | 4,1 | 1,1 | 0,1 | 16,3 |  |
| 2014/15                                                                                 | Все клубы   | Все лиги           | 3  | 0  | 13,5 | 19,0 | 0,0  | 100,0 | 1,7 | 1,3 | 1,3 | 0,0 | 4,7  |  |
| 2014/15                                                                                 | Галатасарай | Чемпионат Турции   | 2  | 0  | 12,0 | 16,7 | 0,0  | 100,0 | 1,0 | 1,5 | 2,0 | 0,0 | 4,0  |  |
| 2014/15                                                                                 | Галатасарай | Евролига           | 1  | 0  | 16,4 | 22,2 | 0,0  | 100,0 | 3,0 | 1,0 | 0,0 | 0,0 | 6,0  |  |
|                                                                                         |             | Всего              | 64 | 59 | 26,3 | 45,4 | 30,9 | 75,7  | 2,9 | 3,6 | 0,9 | 0,0 | 13,5 |  |
| Наведите курсор мыши на аббревиатуры в заголовке таблицы, чтобы прочесть их расшифровку |             |                    |    |    |      |      |      |       |     |     |     |     |      |  |